# 市川市スポーツセンター
市川市スポーツセンター（いちかわしスポーツセンター）は、千葉県市川市国府台にあるスポーツ施設である。

## 施設
各施設は使用申請をして使用が認められた上で所定の料金を払うことで利用することが可能である。なお、市川市民と市川市民以外で料金が異なり、市川市民であれば安く利用することできる。
- 国府台陸上競技場

日本陸上競技連盟第4種公認。フィールドは人工芝で、夜間照明設備を有する。収容人数は1,300人（座席）、トラックは400m×6レーンである。千葉県少年サッカー選手権大会などに使用されている。
2023年度より、X1 AREA（アメフト）のブルーサンダースの本拠地スタジアムとなる。
- 国府台市民体育館

2つの体育館と柔道場、剣道場などを有する。
- 国府台テニスコート
- 国府台スタジアム（旧:国府台球場）

## 近隣施設
- 国立国際医療研究センター国府台病院
- 千葉商科大学
- 和洋女子大学

## 交通
- JR東日本 市川駅・松戸駅または北総鉄道北総線 矢切駅より京成バスにて「和洋女子大前」バス停下車、徒歩2分[1]。
- 京成電鉄 京成本線 国府台駅より徒歩10分。